# Stazione meteorologica di Corleone
La stazione meteorologica di Corleone è la stazione meteorologica di riferimento relativa alla località di Corleone.

## Coordinate geografiche
La stazione meteo si trova nell'Italia insulare, in Sicilia, in provincia di Palermo, nel comune di Corleone, a 594 metri s.l.m. e alle coordinate geografiche 37°49′N 13°18′E.

## Dati climatologici
In base alla media trentennale di riferimento 1961-1990, la temperatura media del mese più freddo, gennaio, si attesta a +7,2 °C; quella del mese più caldo, agosto, è di +24,6 °C .
| Corleone           | Mesi | Mesi | Mesi | Mesi | Mesi | Mesi | Mesi | Mesi | Mesi | Mesi | Mesi | Mesi | Stagioni | Stagioni | Stagioni | Stagioni | Anno |
| Corleone           | Gen  | Feb  | Mar  | Apr  | Mag  | Giu  | Lug  | Ago  | Set  | Ott  | Nov  | Dic  | Inv      | Pri      | Est      | Aut      | Anno |
| ------------------ | ---- | ---- | ---- | ---- | ---- | ---- | ---- | ---- | ---- | ---- | ---- | ---- | -------- | -------- | -------- | -------- | ---- |
| T. max. media (°C) | 11,1 | 12,5 | 15,1 | 16,8 | 23,2 | 28,6 | 31,3 | 31,4 | 27,3 | 22,0 | 16,9 | 13,0 | 12,2     | 18,4     | 30,4     | 22,1     | 20,8 |
| T. min. media (°C) | 3,3  | 3,6  | 5,2  | 6,7  | 10,6 | 14,9 | 17,5 | 17,8 | 15,1 | 11,6 | 7,9  | 5,2  | 4,0      | 7,5      | 16,7     | 11,5     | 10,0 |